# میدان نفتی نفت سفید
میدان نفتی نفت سفید از میدان‌های نفتی ایران است، که در استان خوزستان، در فاصله ۶۵ کیلومتری از شمال شرقی اهواز قرار دارد. این میدان در فاصله میان میدان نفتی هفتکل و میدان نفتی مسجد سلیمان مستقر می‌باشد. هم‌اکنون ظرفیت تولید نفت خام این میدان به‌طور متوسط معادل ۱۸ هزار بشکه در روز است.
میدان نفت‌سفید در سال ۱۳۱۷ توسط شرکت نفت ایران و انگلیس کشف شد و تولید نفت از آن در سال ۱۳۲۴ آغاز گردید. میدان نفتی نفت‌سفید از میدان‌های تحت مدیریت شرکت ملی مناطق نفت‌خیز جنوب است، که عملیات تولید از آن توسط شرکت بهره‌برداری نفت و گاز مسجدسلیمان انجام می‌گیرد.